# تمثال بطرس الأكبر
تمثال بطرس الأكبر (بالروسية: Памятник Петру I) هو نصب تذكاري بطول 98 متر لبطرس الأكبر، نُصِّبَ على ضفة نهر موسكفا وقناة فودوتفودني في وسط موسكو، بروسيا. وهو واحد من أطول المنحوتات في الهواء الطلق في العالم.

## تاريخ
صمّمه المصمم الجورجي زوراب تسيريتيلي لإحياء ذكرى 300 عام من البحرية الروسية، التي أسسها بطرس الأكبر. تم تشييده في عام 1997 ويعد ثامن أطول تمثال في العالم. يزن حوالي 1000 طن  ويحتوي على 600 طن من الفولاذ المقاوم للصدأ، والبرونز والنحاس.